# H.324
H.324 — стандарт метода сжатия аудио- и видеоданных для передачи по аналоговой телефонной линии используя высокоскоростные модемы (v.34 и старше, со скоростью 33 600 бит/с). Стандарт изначально предложен сектором по стандартизации электросвязи МСЭ в 1996 году. В настоящее время действует 5-я редакция рекомендаций от 2009 года

## Спецификация
Метод передачи специализирован для низкой пропускной способности телефонных терминалов, работающих в обычной телефонной сети. Метод обеспечивает передачу в режиме реального времени аудио-, видео- или текстовых данных, или любых их комбинаций между двумя терминалами, соединённых в рамках обычной телефонной сети.

## Требуемые кодеки
Терминалы H.324 должны поддерживать аудиокодек G.723.1 для передачи аудиоданных и видео кодек H.263 для передачи видеоданных. Кодек G.722.1 может быть использован для широкополосных аудиоприложений. Спецификация стандартного метода подразумевает поддержку ISO / IEC 14496-1 (MPEG-4). Речевой сигнал кодируется с помощью кодека G.711, если он поддерживается. Стандарт также адаптирован к 3GPP для формирования 3G-324M файлов.